# 任斯璐
任斯璐（1982年5月15日—），中國大陸女演員，现名任珈锐，從事戲劇、廣告、平面拍攝等等。

## 作品

### 電影
- 《功夫》(2005)鱷魚幫幫主(馮小剛飾演)的夫人 （页面存档备份，存于） 導演:周星馳
- 《雞犬不寧》(2006)導 演：陳大明

### 廣告作品
- 北極新秀保暖內衣
- 龍寶純蛇粉
- 浙江盛宇被服（床上用品）
- 俏之原瘦身產品

### 電视作品
- 1996年 《女生賈梅》 導演：富敏 飾演：林曉梅
- 2000年 《推新人的故事》導演：王小列 飾演：小薇
- 《面具》 飾演：张曼怡
- 《蓦然回首》導演：汪濤 飾演：于欣心
- 2001年 《青春的童話》 導演：萧鋒 飾演：莫北
- 2002年 《太陽滴血》導演：楊海波 飾演：麗娜
- 2003年 《永樂英雄兒女》導演：于敏 飾演：柳夢茹
- 2004年 《傳奇皇帝朱元璋/朱元璋返鄉》 導演：李前宽 飾演：小马秀英
- 2004年 《大宋傳奇/新狸猫換太子》 導演：都晓 飾演：百合
- 2005年 《動甚麼，别動感情》導演：唐大年 飾演：小柳
- 2005年 《縣令黃馬褂》飾演:馮小月
- 2009年 《一起来看流星雨》飾演:徐麗麗
- 2012年 《非緣勿擾》飾演:丁娟

## 外部連結
- 心路一派 （页面存档备份，存于）
- 任斯璐新浪個人部落格 （页面存档备份，存于）
- 任斯璐的新浪微博 （页面存档备份，存于）
- 陸第一腹黑女星瘋狂爆料：明道臉讓電視機都想哭泣！ （页面存档备份，存于）